# فده (روستا)
 فده  (در عربی:  فِدَة )
نام روستایی است در دهستان فَروَة از توابع استان صَعده در کشور یمن در شبه جزیره عربستان.

## جمعیت
جمعیت آن (۴۰ ) نفر (۳ خانوار) می‌باشد.